# Wechselblättriger Gauchheil
Der Wechselblättrige Gauchheil (Anagallis alternifolia) ist eine Pflanzenart aus der Gattung Gauchheil (Anagallis) in der Unterfamilie der Myrsinengewächse (Myrsinaoideae) innerhalb der Familie der Primelgewächse (Primulaceae), die in der Andenregion an der Grenze zwischen Argentinien und Chile sowie auf den Falklandinseln vorkommt. Neben Anagallis filiformis ist der Wechselblättrige Gauchheil die einzige Art der Gattung Gauchheil, die ausschließlich in Amerika vorkommt.
Der Wechselblättrige Gauchheil beinhaltet die Varietät Anagallis alternifolia var. densifolia Hook.f.

## Beschreibung

### Vegetative Merkmale
Der Wechselblättrige Gauchheil ist eine ausdauernde Pflanze mit kurzen Stielen und eiförmigen, fast runden, wechselständigen Blättern, die etwa 3 bis 8 Millimeter lang und 2 bis 5 Millimeter breit sind.

### Generative Merkmale
Die Pflanze blüht von Dezember bis Februar. Die Blüten sind 10 bis 25 und die lanzettenförmigen Kelchblätter 1 bis 3 Millimeter lang. Die Blütenkrone ist glockenförmig, hat einen Durchmesser von 9 bis 15 Millimetern und weist lanzetten- bis eiförmige weiße oder rosa Kronblätter auf. Die Samen befinden sich in einer Kapselfrucht.

## Vorkommen
Der Wechselblättrige Gauchheil wächst auf feuchtem Boden, der nicht austrocknet und beständigen Regenfall erhält, etwa an Ufern von Wasserläufern von Seen, aber auch auf feuchten Felshängen. Die Pflanze verträgt kurze Trockenperioden von bis zu einem Monat. Er wächst an Nordhängen und Flachstellen ohne direkte Sonneneinstrahlung. Der Wechselblättrige Gauchheil übersteht Temperaturen von −15 °C bis −20 °C und kann während mehrerer Monate mit Schnee bedeckt sein; dies entspricht den USDA-Klimazonen 7 und 6a. Die Pflanze steigt bis zu einer Seehöhe von etwa 3000 Metern auf.